# Di notte (Ernia)
Di notte è un singolo del rapper italiano Ernia, pubblicato il 21 maggio 2021 come primo estratto dalla riedizione del terzo album in studio Gemelli.

## Descrizione
Il singolo ha visto la collaborazione del rapper Sfera Ebbasta e del cantante Carl Brave.

## Classifiche
| Classifica (2021) | Posizione massima |
| ----------------- | ----------------- |
| Italia            | 17                |